# Anton Jaich
Anton Jaich (také Peter Anton Jaich, Jaisch nebo Taich, 1804, Vídeň – 1875, Brno) byl rakousko-český malíř specializující se na divadelní malbu a scénografii.

## Život
Jaichova kariéra začala ve Štýrském Hradci (1836–1838), poté působil krátce v Linci (1839) a následně se přesunul do Olomouce (1840) a poté zpět do Hradce (1842–1845). 
V letech 1846 až 1861 stabilně působil ve Stavovském divadle v Praze, mj. jako osvětlovač. V roce 1868 se vrátil do Lince, kde zůstal až do roku 1872. 
V roce 1873 se přestěhoval do Brna, kde byl také divadelním inženýrem.

## Rodina
Anton Jaich měl pět dětí: 
- Floriana Jaichová
- Wilhelmina Jaichová (Kautská). Wilhelmina, známá jako Minna, se provdala za výtvarníka Jana Václava Kautského a byla matkou filosofa Karla Kautského.
- Louisa Jaichová
- Viktor Jaich
- Anton Jaich ml.